# Monument voor de gevallenen (Brielle)
Het Monument voor de gevallenen in Brielle is een monument ter nagedachtenis aan de Tweede Wereldoorlog.

## Beschrijving

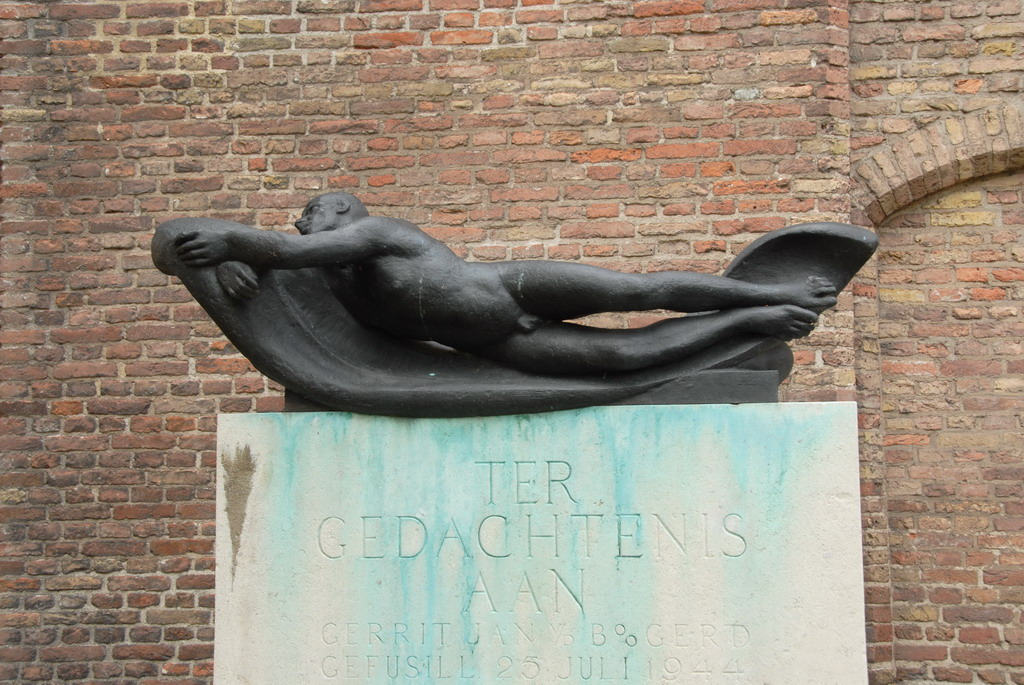
Detail

De Amsterdamse beeldhouwer Hubert van Lith maakte een bronzen beeld van liggende, naakte man. Het gedenkteken werd in 1949 opgericht ter nagedachtenis aan omgekomen Briellenaren, in het bijzonder Gerritjan van de Boogerd (25-7-1944), Pieter Oranje (8-3-1945) en Pieter van de Wallen (18-2-1945). Hun namen zijn aangebracht op de marmeren sokkel, waarop ook dichtregels te lezen zijn van Albert Verwey: 

BOVEN HET LEED, BOVEN DE TIJD
VERRIJST HET ONVERVAARD GEMOED
DAT WEET DAT IEDERE MENSHEID LIJDT
MAAR DRAAGT ZIJN LEED EN DOET WAT MOET